# Third Degree Films
Third Degree Films — общее название американских порнографических киностудий Zero Tolerance Entertainment (ZT) и Black Ice Films, базирующихся в Лос-Анджелесе и выпускающих гетеросексуальную порнографию в стиле гонзо.

## История
Компания была основана в 2002 году Джоуи Уилсоном. В 2006 году компания подала иск против AdultsAllowed.com, взыскав более 15 миллионов долларов США за ущерб, нанесённый нарушением авторских прав. В 2006 году компания начала включать бонус на испанском языке на всех своих DVD, пытаясь задействовать всё более важную испаноязычную демографию в США и Латинской Америке. В 2007 году компания подписала соглашение с Hustler TV о предоставлении своего контента на канале в Северной и Южной Америке. В 2008 году ZT подала в суд на сайт проката DVD Movixo Inc., обвинив в пиратстве DVD. Дело было урегулировано во внесудебном порядке за $ 15 млн.
В 2009 году фильм The Cougar Club, снятый режиссёром Майлзом Лонгом, получил AVN Awards в номинации «лучший MILF-релиз», установив планку для фильмов этого жанра. В 2012 году Nylons 8, снятый также Майлзом Лонгом, выиграл AVN Award в категории Best Foot Fetish/Leg Release.
Также режиссёром и исполнителем для Third Degree был Пэт Майн.

## Актрисы
Кортни Каммз работает с ZT по эксклюзивному исполнительскому контракту, а также режиссирует для студии фильмы. Каммз была первой девушкой, заключившей контракт с ZT.
В 2008 году компания подписала контракт на шесть фильмов с Эмбер Линн.
Алектра Блу считалась пресс-моделью и «неофициальной контрактной девушкой» 3rd Degree около двух лет, затем подписала контракт с Wicked Pictures. Также она сделала для 3rd Degree интерактивный секс-DVD под названием Total Interactive Control Of Alektra, для которого её тогдашний муж (Пэт Майн) выступил одним из режиссёров.

## Награды
- 2009 AVN Awards - Best MILF Release (The Cougar Club)[8]
- 2010 AVN Awards - Best Solo Release (All Alone 4)[16]
- 2012 AVN Awards - Best Foot Fetish/Leg Release (Nylons 8)[8]